# Fort Carré (Fort-Louis)
Ne doit pas être confondu avec Fort Carré (Antibes).
Le fort Carré est un ancien fort créé pour défendre la ville nouvelle de Fort-Louis à la fin du XVIIe siècle, il était complété par une enceinte qui entourait également la ville.

## La création de Fort-Louis (1686)
À la demande de Louis XIV, Sébastien Le Prestre de Vauban, assisté de Jacques Tarade, créé en 1686 la ville fortifiée de Fort-Louis afin de renforcer la frontière française le long du Rhin.
Fort-Louis faisait partie de la ligne de la Moder et se situait alors sur l’île de Giesenheim formée par deux bras du Rhin.
La place forte était constituée d'une enceinte, du fort principal, dit fort Carré, et des deux ouvrages à cornes, les forts d'Alsace et du Marquisatconstitués chacun de deux demi-bastions, d’une demi-lune et d’un réduit triangulaire. Une ville est construite, ex nihilo, au sud.  
Les travaux de construction du fort Carré ont débuté en 1686/1687 et duré dix ans. Des pierres taillées provenant vraisemblablement de Haguenau et ont été réemployés, complétées par des briques et tuiles fabriquées à proximité, à Rœschwoog et Neuhaeusel.

## Le fort à l'origine

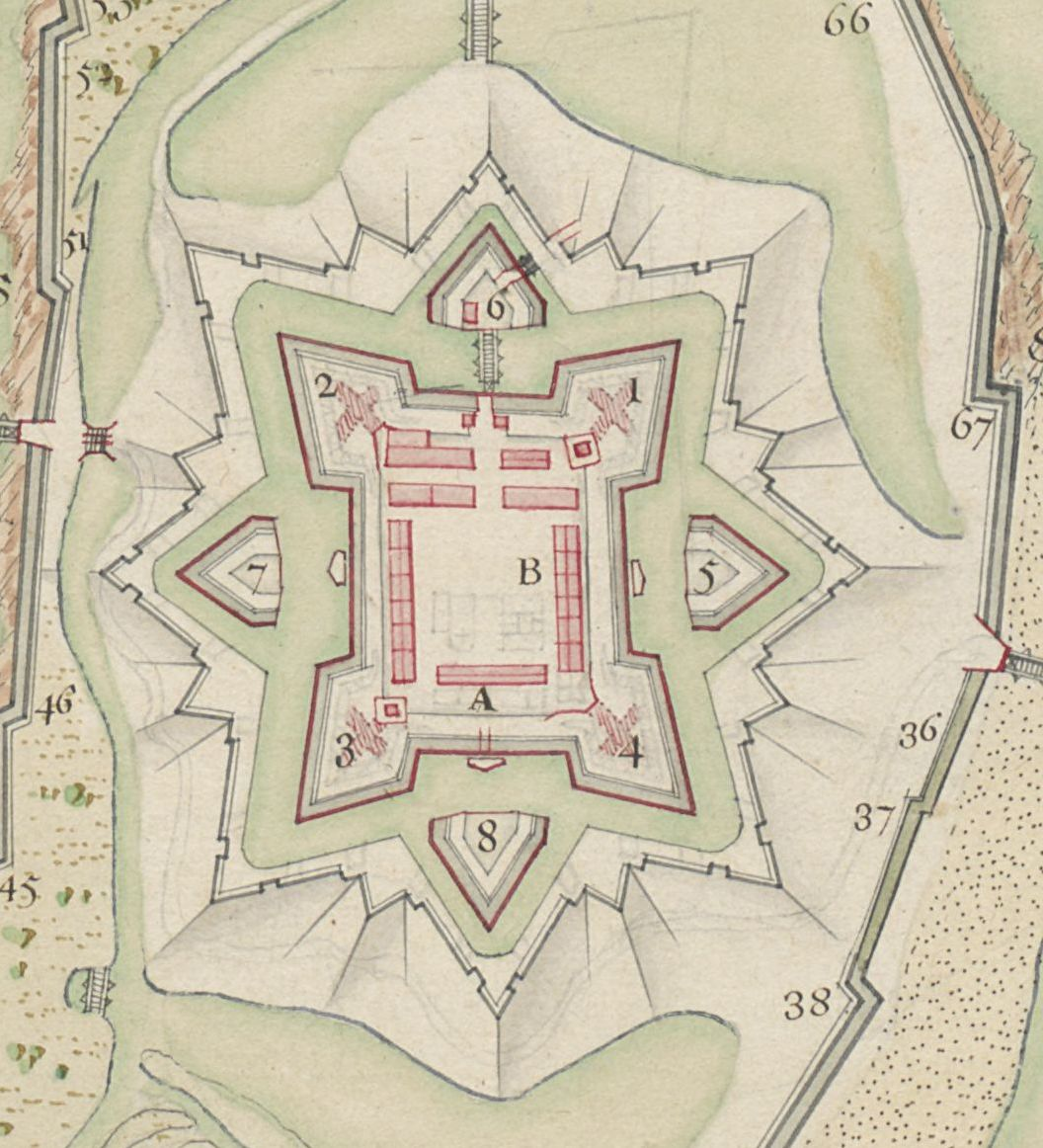
Plan en 1693.

Bâti sur un plan rectangulaire, le fort comportait quatre bastions à flancs droits surmontés de cavaliers :
1. de Gersay ;
2. de Rouargue ;
3. de Vendôme ;
4. de Guyenne.

Il était complété par quatre demi-lunes et un glacis avec chemin couvert lequel était renforcé par des traverses aux rentrants et saillants. L'ensemble était partiellement entouré d'eau ainsi que par l'enceinte urbaine. L' accès au fort s'effectuait par une porte dans le front sud (1-2, côté ville) ; trois souterrains, percés à la base des autres fronts, aboutissaient dans le fossé, protégés par des couvre-faces.

## Aménagement du fort
La garnison (jusqu'à 2000 hommes) était logée dans 10 casernes mal équipées et insalubres. La maison du gouverneur et les bâtiments administratifs se situaient près de l’entrée. Les magasins et entrepôts étaient implantés entre le fort et la ville. Un hôpital fut, un temps, aménagé dans le fort d'Alsace. 

## Modifications auXVIIIesiècleet état actuel

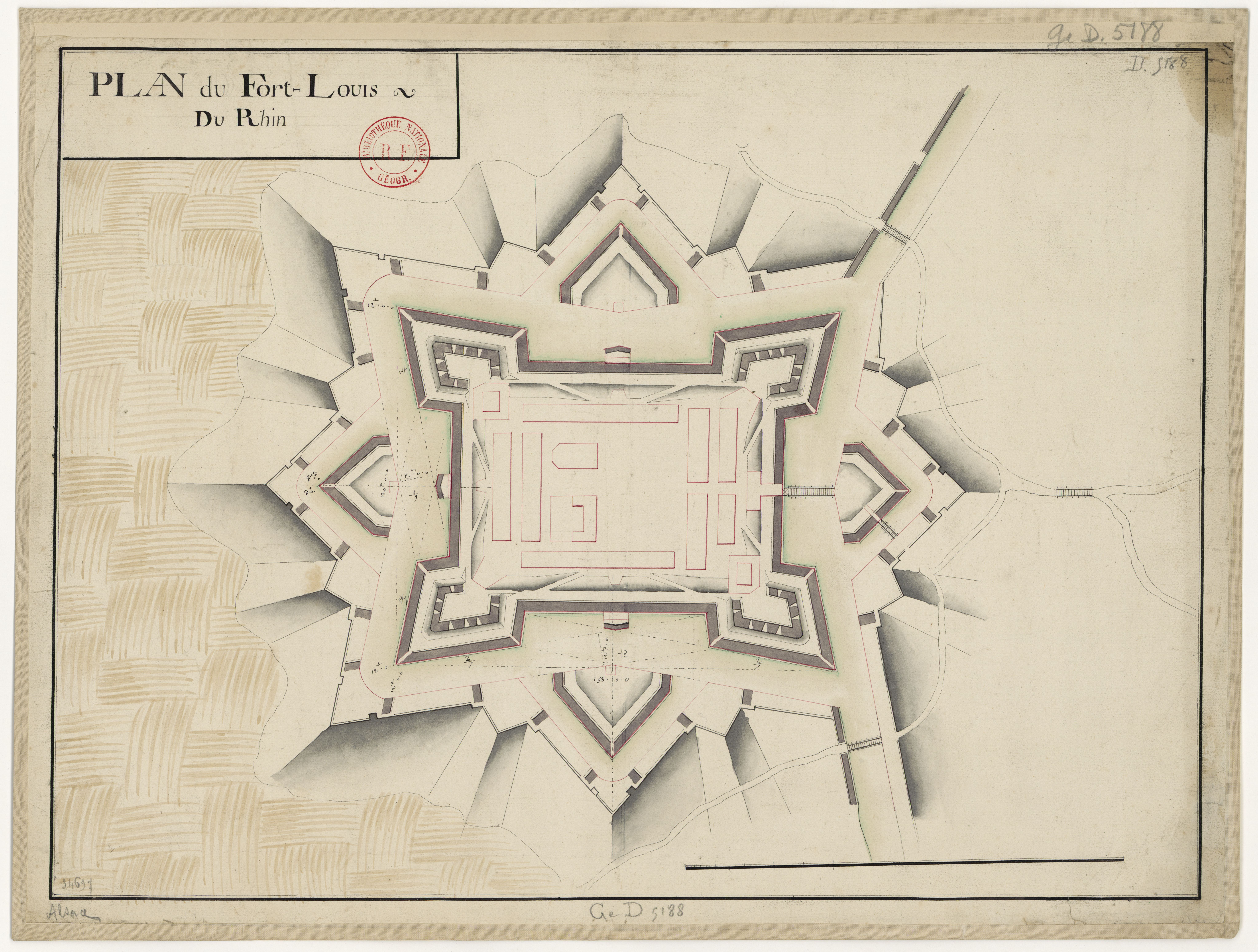
Plan en 1730.

Au cours du XVIIIe siècle, le profil du glacis au sud est modifié par la création de deux fossés pour alimenter en eau le fossé du fort. À la suite des sièges et destructions des XVIIIe et XIXe siècles, il ne subsiste que quelques pans de murs et fossés du fort Carré et du fort d'Alsace. À la suite des réaménagements du Rhin, entre 1842 et 1876, le site est aujourd'hui sur la terre ferme, entre la Moder et le Rhin éloigné de 1,5 km.